# Herman Cambré
Herman Cambré (Grobbendonk, 7 maart 1949) is een Belgisch politicus voor de SP / sp.a. Hij was burgemeester van Grobbendonk. 

## Biografie
Cambré werd na de lokale verkiezingen van 2012 aangesteld als de nieuwe burgemeester van Grobbendonk. Hij bleef dit drie jaar, waarna Eric Van Meensel (N-VA) de sjerp overnam, en leidde een coalitie van sp.a, CD&V en N-VA. In deze hoedanigheid volgde hij Herman Wouters (Open Vld) op. Hij werd verkozen met 794 voorkeurstemmen. Aansluitend op zijn mandaat als burgemeester werd hij eerste schepen met onder meer de bevoegdheden Cultuur en Openbare Werken. Na de gemeenteraadsverkiezingen van 2018 stapte hij uit de politiek.